# Club Deportivo Toledo
El Club Deportivo Toledo,  es un club de fútbol español de la ciudad de Toledo, en la comunidad autónoma de Castilla-La Mancha. Fue fundado el 24 de abril de 1928 como Foot-ball Toledo Actualmente juega en la Tercera Federación (Grupo XVIII) disputa sus partidos como local en el Estadio Salto del Caballo, con capacidad para unos 5.500 espectadores.
Tiene el honor de ser uno de los siete equipos en el mundo en no haber perdido jamás frente al Real Madrid (1-0 en el historial).

## Historia
Desde comienzos del siglo XX, la ciudad de Toledo acogió partidos de fútbol especialmente por la difusión que este deporte tuvo en el mundo militar, a lo cual ayudó el hecho de que Toledo fuera sede de la Academia de Infantería. De este modo, pronto surgieron varios clubes modestos con el ánimo expreso de practicar aquel deporte que tan en boga se había establecido en España. Cabe citar a la Sociedad Gimnástica (formada por miembros de la Escuela Central de Gimnasia), al Racing Club de Toledo, al club de la Fábrica Nacional de Armas con sede en la ciudad, y al combinado militar de la Academia de Infantería o el equipo de la Academia de Ingenieros. Con el paso del tiempo se vio la necesidad de crear un representante común, que sumase las aportaciones de cada uno de ellos y fuese capaz de combinar calidad y fuerza con las que poder enfrentarse a rivales provinciales y regionales.
Así, el 24 de abril de 1928 nació la “Sociedad de Foot-ball Toledo", un equipo que fue fundado en un momento en el que el fútbol navegaba aún entre el amateurismo y el profesionalismo. Fue en el campo del Polígono, cedido por la Escuela de Gimnasia, donde los jugadores empezaron a escribir las primeras letras de una leyenda que aún perdura hoy.
La ilusión que generó el Club se incrementó al poco tiempo, y ya el 30 de mayo de 1931 inauguró su propio campo: Palomarejos. El primer partido que se disputó en el nuevo escenario fue ante el Real Madrid.
El 7 de junio de 1932 la sociedad, que vestía con camisa y pantalón blanco, se federa en la Federación Centro y cambia de nombre, adoptando el de "Toledo Foot-ball Club" con camisa color blanco y pantalón negro hasta el estallido de la guerra civil española en 1936. El equipo perdió su campo tras la contienda y es "Educación y Descanso de Toledo" quien paga las deudas contraídas por el equipo al constituirse el 26 de diciembre de 1939, recogiendo así el testigo del club y haciéndose con la propiedad del recinto, siendo el principal inquilino del campo.

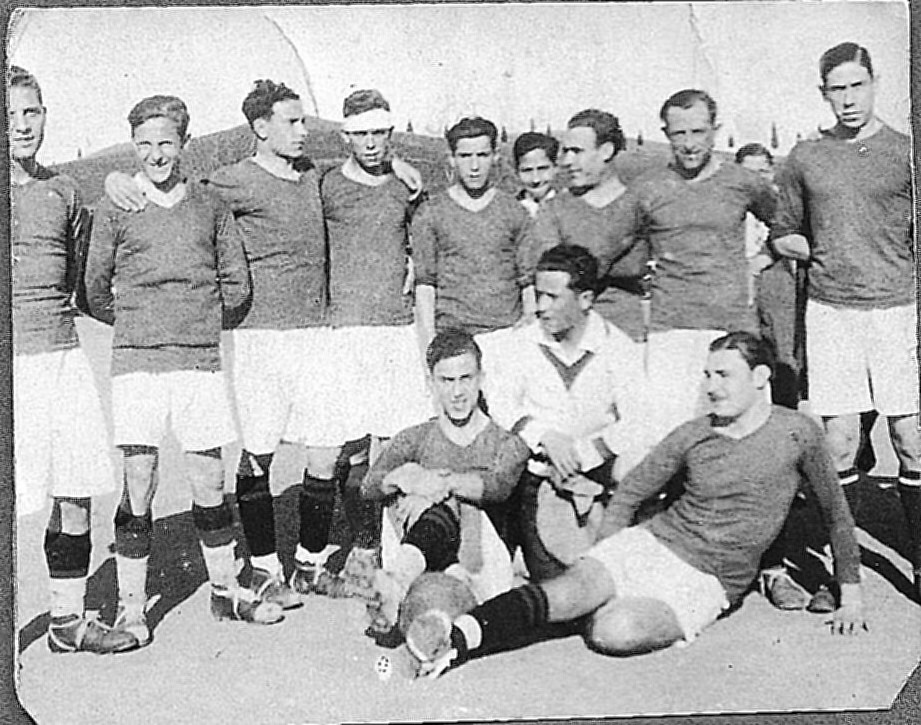
Club Deportivo Toledo (por entonces Toledo Foot-ball Club) en 1934. Fotografía de Eduardo Butragueño Bueno.

### Años 40
Hasta entonces, el equipo toledano no vestía con un color definido. Y fue el secretario del club, Juan Montero, quien se desplazó un día hasta Madrid y en el establecimiento “La Flecha de Oro” situado en la plaza de Cascorro, a principios de 1940, eligió el color verde para la camiseta y el blanco para los pantalones. En 1941 conquistó la Copa de Primavera, ganando en la final al Rayo Vallecano.
El 11 de agosto de 1941 fue la fecha en la que la Federación Castellana de Fútbol dio la autorización al equipo para cambiar su nombre a Club Deportivo Toledo. El equipo fue inscrito en el grupo II de la Primera Regional de Castilla, donde debutó el 21 de septiembre de 1941 en la competición. El Toledo acabó quinto en la tabla, pero fue en la Copa Primavera donde volvió a demostrar su fuerza. Conquistó ante la U.D.Girod su segundo cetro consecutivo después de ganar en el partido de desempate (tras un 4-4) con un gran gol de Alvareda
Fue el año siguiente, el de la temporada 1942-43, uno de los mejores de aquellos primeros años de vida del CD Toledo. El equipo conquistó un doblete –Liga y Copa Primavera-. Y ascendió a Tercera División, en categoría nacional.
El 26 de septiembre de 1943, el C. D.Toledo debutó en Tercera División ante el Deportivo Manchego. Fue en Palomarejos y venció por 3-2. El equipo concluyó la temporada en 11.ª posición, salvando de este modo la categoría, algo que lograría durante 18 temporadas consecutivas. Asimismo, aquel primer curso en Tercera significó también el cuarto consecutivo en el que el equipo conquistó la Copa de Castilla, ganando en la final del torneo a la Ferroviaria.
La siguiente temporada significó la del primer encuentro oficial entre el CD Toledo y el Talavera. Fue el 12 de noviembre de 1944, en Talavera, y el equipo toledano se impuso por 2-3 con goles de Fernández, Florencio y Matamoros. Así, el 21 de enero de 1945, el Talavera fue quien visitó al Toledo en Palomarejos, con 5-4 para los verdes al final del partido.
La temporada 1945-46 fue brillante para el CD Toledo. El equipo verde quedó tercero en la tabla y disputó la liguilla de ascenso a Segunda División. El equipo no pudo lograr el ansiado objetivo, aunque en la Copa Ramón Triana volvió a deslumbrar conquistando su primer cetro. La final fue ante el Fuyma el 7 de julio de 1946 y significó un nuevo hito para los toledanos, que ganaron con claridad.
El 8 de septiembre de 1946 dio el pistoletazo de salida la temporada 1946-47, con visita a Cuenca. El Toledo logró un triunfo por 2-4. Fue una temporada en la que los resultados positivos se alternaron con los negativos, llegando a la última jornada con la visita verde al campo del Alcázar de San Juan, el 5 de enero de 1947. Peteira, el portero del Toledo, recibió un ladrillo a la cabeza lanzado por un aficionado y el encuentro se suspendió en la media parte. La Federación dio el triunfo verde, que acabó tercero en la tabla y se quedó a las puertas de la liguilla de ascenso. El 2 de febrero de 1947 arrancó el Torneo Complementario. El Toledo se alzó con el triunfo.
La temporada 1947-48 significó para el C.D.Toledo la de su debut en la Copa del Generalísimo. Antes, en Liga, debutó el 22 de septiembre de 1947 ante el Plus Ultra en Madrid (2-2). El estreno copero, mientras, se desarrolló ante el Talavera, el 19 de octubre de 1947, con triunfo verde por 3-1 en Palomarejos y pase a la siguiente ronda.
En la segunda eliminatoria de Copa, el C.D.Toledo se deshizo del Chamberí (6-3) y en la siguiente del Ávila (4-2). La Liga acabó con el Toledo en séptima posición, y la cuarta ronda de Copa se disputó ante el Málaga en La Rosaleda. El 11-4 que recibió el Toledo fue el adiós en su primera actuación en esta competición.
El 5 de septiembre de 1948 arrancaba la siguiente temporada con la primera ronda de Copa, en la que el Toledo cedió por 5-2 ante el Talavera. El 12 del mismo mes, en Cáceres, arrancó con triunfo extremeño (4-3) la competición doméstica. Buena temporada y trascendental partido en Tomillos en la última jornada. Un triunfo hubiera dado al Toledo el salto de categoría pero solo pudo empatar (1-1) puesto que el árbitro anuló un gol a Nuño muy polémico. El empate dio el ascenso al Numancia de Soria, tercero empatado a puntos con el Toledo pero con mejor gol average.

### Años 1950
Mejor fue la temporada 1949-50. El C.D.Toledo completó una de los mejores cursos de su historia, acabando campeón de Tercera. Ya en el estreno de temporada, el 0-10 ante el Valdepeñas el 4 de septiembre de 1949, se anunciaban momentos de gloria. Así, el equipo verde disputó su segunda liguilla de ascenso a Segunda División encuadrado en su grupo con el Imperial de Murcia, el Ceuta, el Melilla, Las Palmas y Tenerife. Pero no logró el codiciado aumento de categoría.
El 10 de septiembre de 1950 arrancó la nueva temporada para el C.D.Toledo tras el sinsabor de la anterior campaña. El equipo verde se estrenó en Segovia ante la Gimnástica con un severo correctivo (4-1). Fue en la siguiente jornada cuando, ante el Badajoz en Palomarejos (5-0), se logró el gol 500 en Liga del Toledo. Navarro, que aquel día consiguió tres tantos, fue quien escribió el medio millar de goles en la historia verde. Lo más destacado de aquella campaña fue el 8-1 al Talavera. Porque el equipo salvó la categoría con apuros, quedando en la 14.ª posición de la clasificación.
Con un equipo renovado, y con la ilusión de siempre, el C.D.Toledo inició el curso 1951-52 el 9 de septiembre de 1951 ante el Cuatro Caminos en Palomarejos (2-1). Aquel día, Jacinto Guerrero realizó el saque de honor, seis días antes de su muerte. Fue una temporada gris. En la que el equipo verde salvó la categoría.
Así, arrancó el curso 1952-53. El 14 de septiembre de 1952 el equipo verde visitó a El Escorial y se marchó con un triunfo por 1-2. Los goleadores: Sauer y Luengo, emblemáticos jugadores que volvieron al C.D.Toledo para disputar una campaña en la que el equipo, sumido en una crisis económica en la que debía 105.000 pesetas, acabó quinto clasificado. Mejor, sin embargo, que en el siguiente curso, en el que el C.D.Toledo acabó en una discreta undécima posición. Eso sí, en el cuadro verde debutó aquella temporada 1953-54 el carismático Gregorio Cortés.
Eran tiempos, a mediados de los años 1950, en los que la sociedad toledana vivía pendiente de un fenómeno sobre ruedas: Federico Martín Bahamontes, que el 28 de julio de 1954 fue nombrado por la Junta del club verde Socio de Honor del C.D.Toledo.
El C.D.Toledo encontró su remedio a los males económicos en la cantera. Y basada en ella construyó un equipo que trazó una temporada aceptable en la 1954-55. Con un octavo puesto que permitía iniciar el curso 1955-56 con las expectativas de siempre: dar el salto de categoría. Así, la experiencia que adquirieron los canteranos que subieron al equipo en la anterior campaña, dio sus frutos. La línea de ataque verde estaba formada toda por jugadores toledanos natos (Guío, López-Rico, Carrillo, Seve y Cortés) y fue la más goleadora del grupo. El C.D.Toledo acabó el curso en una aceptable tercera posición.
La llegada a la presidencia de Luis López Ortega sirvió para sanear económicamente la deuda que tenía el Club, que rondaba por aquel entonces las 250.000 pesetas. El equipo, sin embargo, cuajó una discreta temporada, en la que acabó en la décima posición de la tabla con idéntico balance de goles marcados y encajados. Similar fue la temporada siguiente, la 1957-58, en la que el equipo acabó en la 13.ª posición de la tabla.
En categoría nacional desde 1943, el C.D.Toledo certificó un octavo lugar en la temporada 1958-59. Un año en el que, a finales de 1958, el legendario ciclista Fausto Coppi visitó la ciudad de Toledo para participar en un critérium de ciclistas destacados del momento. Aquel año, además, fue el primero en el que el C.D. Toledo disputó un partido internacional. Fue un amistoso ante el Núremberg alemán en Palomarejos, en el que los verdes vencieron por un contundente 5-0. Aquel verano de 1959, el Socio de Honor del C.D. Toledo, Bahamontes, logró la conquista del Tour de Francia.

### Años 1960
El 13 de septiembre de 1959 arrancó el curso 1959-60, de recuerdo gris para un C.D.Toledo que encajó un doloroso 2-7 en casa ante el Villarrobledo y acabó en la décima posición de la tabla de clasificación.
Los años 1960 se iniciaron con la trágica muerte del jugador Martín-Moro en un accidente con el coche. Un bravo delantero que murió el 23 de diciembre de 1960. Aquella temporada 1960-61 se saldó con un quinto puesto que quedó eclipsado por una trágica noticia que consternó a toda la hinchada verde.
La consternación seguía patente con el inicio del siguiente curso, la temporada 1961-62. Seguramente, la peor temporada del C.D.Toledo en su larga historia. El equipo, tras 17 temporadas en Tercera División, perdió la categoría. La Junta Directiva de entonces presentó su dimisión al completo, y fue entonces cuando apareció la figura de Martín Juanes Portales, que prometió el ascenso inminente a Tercera. Así fue. El C.D.Toledo, en el que por primera vez se contó con un presidente elegido por votación popular, recuperó la categoría de forma brillante tras arrasar en el curso 1962-63.
El imparable ritmo adquirido dio alas al equipo en la temporada 1963-64. El C.D.Toledo perdió tan sólo 3 partidos en 30 jornadas de Liga. El equipo verde acabó en segunda posición y pudo disputar su tercera fase de ascenso a Segunda División. Fue a partido único ante el Pedro Domenech jerezano con el que perdió por 3-0 en la ida. La vuelta, en el Carlos III, acabó con un 2-2 que alejó una vez más al equipo toledano del sueño del anhelado ascenso.
Con la permanente sombra de los problemas económicos acechando al C.D.Toledo, y tras la dimisión de Juanes Portales, arrancó el curso 1964-65. Entonces, Emilio Gálvez asumió el timón de la entidad. Construido principalmente alrededor de la cantera, el equipo verde consiguió un meritorio cuarto puesto en la clasificación. Y pudo salvar el presupuesto de gastos que aquella temporada ascendía a 1.063.389 pesetas.
Con malos resultados de inicio, en la temporada 1965-66 el C.D.Toledo conseguiría mantenerse en la categoría en la 10.ª posición de la tabla. Igual que en la 1966-67, en la que Mariano Rey asumió la presidencia en detrimento de Gálvez y el equipo quedó quinto clasificado. La siguiente temporada, la 1967-68, asimismo, significó la última de León Bargueño, portero que defendió los colores del C.D.Toledo a lo largo de 12 temporadas.
Aquel curso, los problemas económicos volvieron a asediar a la entidad. Y el C.D. Toledo tuvo que recurrir al juvenil porque muchos componentes del primer equipo se negaron a jugar al no percibir las cantidades pactadas. El equipo acabó en un peligroso 15.º puesto en la clasificación y descendió a Regional.
El desánimo general se instaló entre los aficionados tras consumar el segundo descenso a Regional de la historia. Sin embargo, el Real Madrid cedió a un equipo amateur completo, el que formaba el Club Deportivo Chamartín, que maravilló. El C.D. Toledo marcó 94 goles en 32 jornadas en la temporada 1968-69. Ello, fomentó la creación de la primera peña verde: la de San Antón. Y el ascenso de nuevo a Tercera División.

### Años 1970
La temporada 1969-70 en Tercera se presentaba dramática: de los 20 equipos que participaban, la Federación propuso que bajaran 12. Todo eso, sumado a los numerosos problemas que acumuló la directiva para configurar el equipo, condujo a un estreno doloroso ante el Europa Delicias (4-0). El equipo verde fue uno de los 12 condenados al descenso tras quedar 19.º en la clasificación.
De nuevo en Regional y con los problemas de siempre acechando, el C.D.Toledo inició el curso 1970-71 con tres triunfos que le colocaron en los más alto de la tabla. Un espejismo, puesto que la nave verde acabaría salvando la categoría con sufrimiento, tras acabar en decimocuarta posición en la tabla. Nada hacía presagiar lo que se avecinaba en la temporada 1971-72, seguramente la más negra de toda la historia del club: el C.D. Toledo descendió a Segunda Regional. El 28 de mayo de 1972 se certificó con la derrota ante el Carabanchel (1-2) la dramática pesadilla verde.
Pocos meses antes, el 30 de enero de 1972, el C.D.Toledo disputó su último partido en el campo de Palomarejos. El equipo verde ganó por 1-0, gol de Rafa, al Femsa madrileño y dejó paso a la demolición de un escenario que durante más de 40 años fue leyenda viva en la historia verde.
El club toledano se encomendó a la figura de Martín Juanes Portales para enderezar el rumbo. Se configuró una plantilla nueva y se asumió el objetivo: el C.D.Toledo no podía desaparecer. Eso sí, los primeros augurios en Liga no fueron buenos, tras las derrotas en Ciempozuelos y Uralita. Fue entonces cuando apareció la figura de Esteban Martínez, máximo goleador histórico junto a Florencio García-Ochoa con 130 goles,  “El asesino del área”. El C.D. Toledo acabó el curso en segunda posición, pero logró el codiciado ascenso de categoría.
El C.D.Toledo empezó el curso 1973-74 en la categoría de Primera Regional Ordinaria puesto que la Federación creó la categoría Preferente, por encima de la que estaba entonces el equipo verde. Aún jugando en el estadio Carlos III, debutó el grupo toledano ante La Segoviana. El equipo cuajó un excelente curso, que le llevó a la conquista del campeonato y al consiguiente ascenso a Preferente.
Pero aquella temporada, más allá de los 40 goles que contabilizó El Asesino del Área, destacó por el estreno del Salto del Caballo como nuevo escenario del C.D.Toledo. El 2 de diciembre de 1973 se jugó el primer encuentro oficial en el campo municipal ante el Pozuelo, con un 4-1. Aranda marcó el primer gol oficial.
Una semana antes, sin embargo, el C.D.Toledo inauguró el Salto del Caballo con un amistoso ante el Atlético. El primer gol del encuentro y de la historia en el campo lo marcó Luis Aragonés de penalti aquel 25 de noviembre de 1973. El partido acabó con un 1-3 para los rojiblancos.

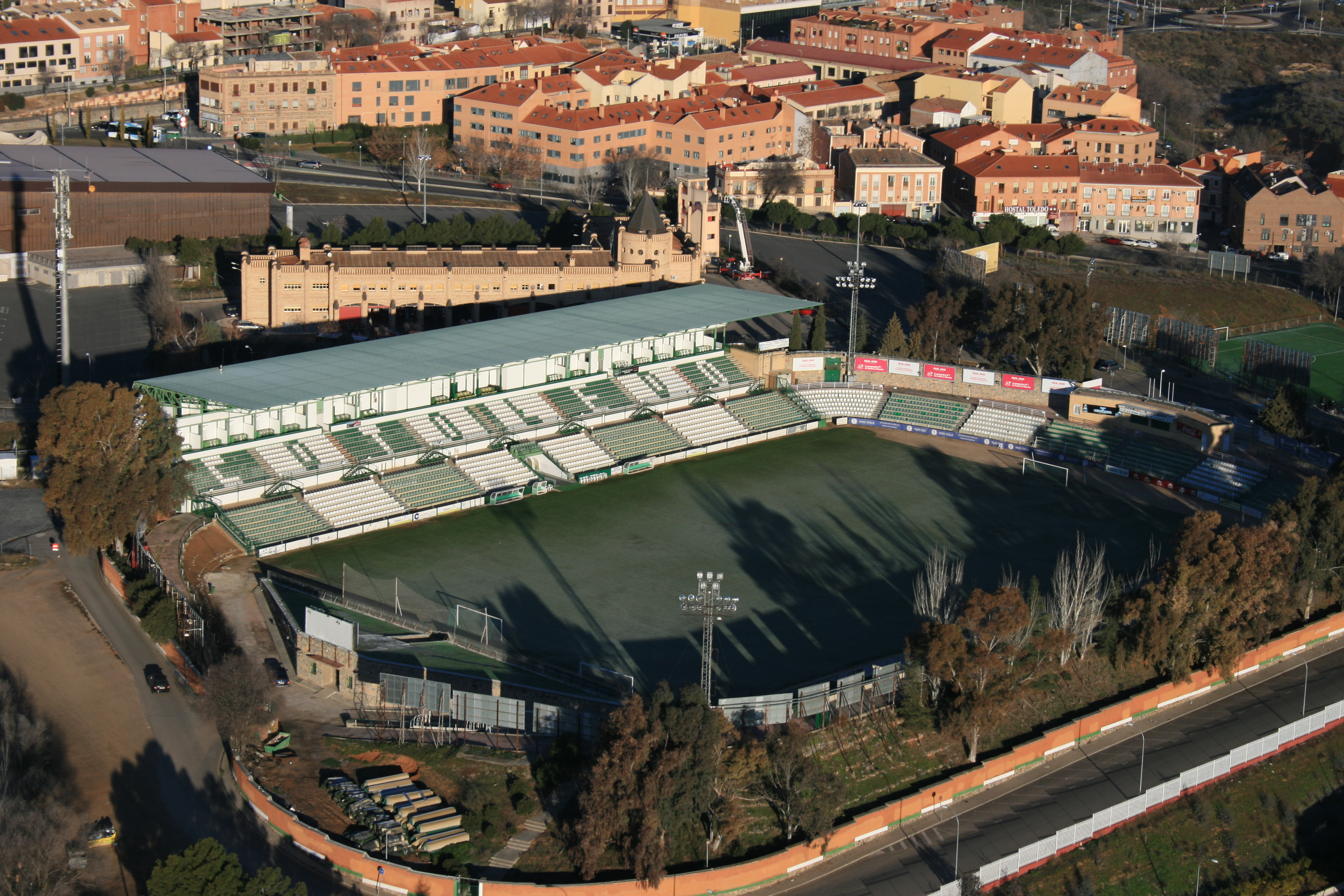
Estadio Salto del Caballo donde juega el C.D. Toledo desde 1973

Sin variar mucho el esquema de la plantilla, el C.D.Toledo inició el curso 1974-75 con el objetivo de regresar a Tercera División. Inició como un tiro la campaña el equipo verde: cuatro triunfos consecutivos. Pero la alineación indebida durante dos jornadas consecutivas de Higinio Vilches, jugador verde que debía cumplir un partido de sanción por expulsión, hizo que la Federación restara ocho puntos a los verdes, que acabaron el curso en tercera posición y no logró el ascenso.
Así, se llegó al curso 1975-76. El equipo sufrió muchos cambios en la plantilla pero fue capaz de codearse con los equipos de la parte alta para optar al ascenso. Sin embargo, se quedó a las puertas del objetivo tras quedar cuarto en la tabla por detrás del Valdepeñas, el Guadalajara y el Alcorcón.
Con siete equipos nominados para el ascenso, el C.D.Toledo afrontó la campaña 1976-77 con muchas opciones de lograr el premio. Y así fue. Acabó una temporada en la que hasta 28 jugadores desfilaron por el equipo en la sexta plaza y de este modo alcanzó la cota de regresar a la categoría por la que llevaba tiempo suspirando. Aquel curso, además, el equipo verde disputó la final de la Copa Castilla, pero perdió en la final ante el Alcorcón.
El curso 1977-78 era especial porque significaba el de las Bodas de Oro del C.D.Toledo. Encuadrado en el grupo IV de Tercera División, el grupo alternó su participación doméstica con la Copa del Rey, en la que fue capaz de desbancar a equipos como Arganda y el Badajoz hasta sucumbir, después, a manos de la Real Sociedad de Arconada.
Con motivo del aniversario del club, el Atlético disputó un partido ante el C.D.Toledo. Fue el 18 de mayo de 1978 y el equipo verde venció por 2-1. En Liga, el equipo acabó 13.º pero, lo más importante, se había asentado en la categoría tras las convulsiones pasadas y afrontaba el siguiente curso con expectativas
Así, en la temporada 1978-79 debutaba bajo palos Abel Resino, un portero juvenil con mucho talento. El meta se estrenó en la primera jornada de Liga ante el Talavera en el Salto del Caballo. El otro portero, Mejías, era sin embargo el titular. Y el que se marchó al Atlético a la siguiente temporada tras dejar impresionado a Vicente Calderón, presidente rojiblanco, en la eliminatoria de Copa que disputaron y que se decantó a favor de los madrileños. El C.D.Toledo acabó cuarto en la competición doméstica.

### Años 1980

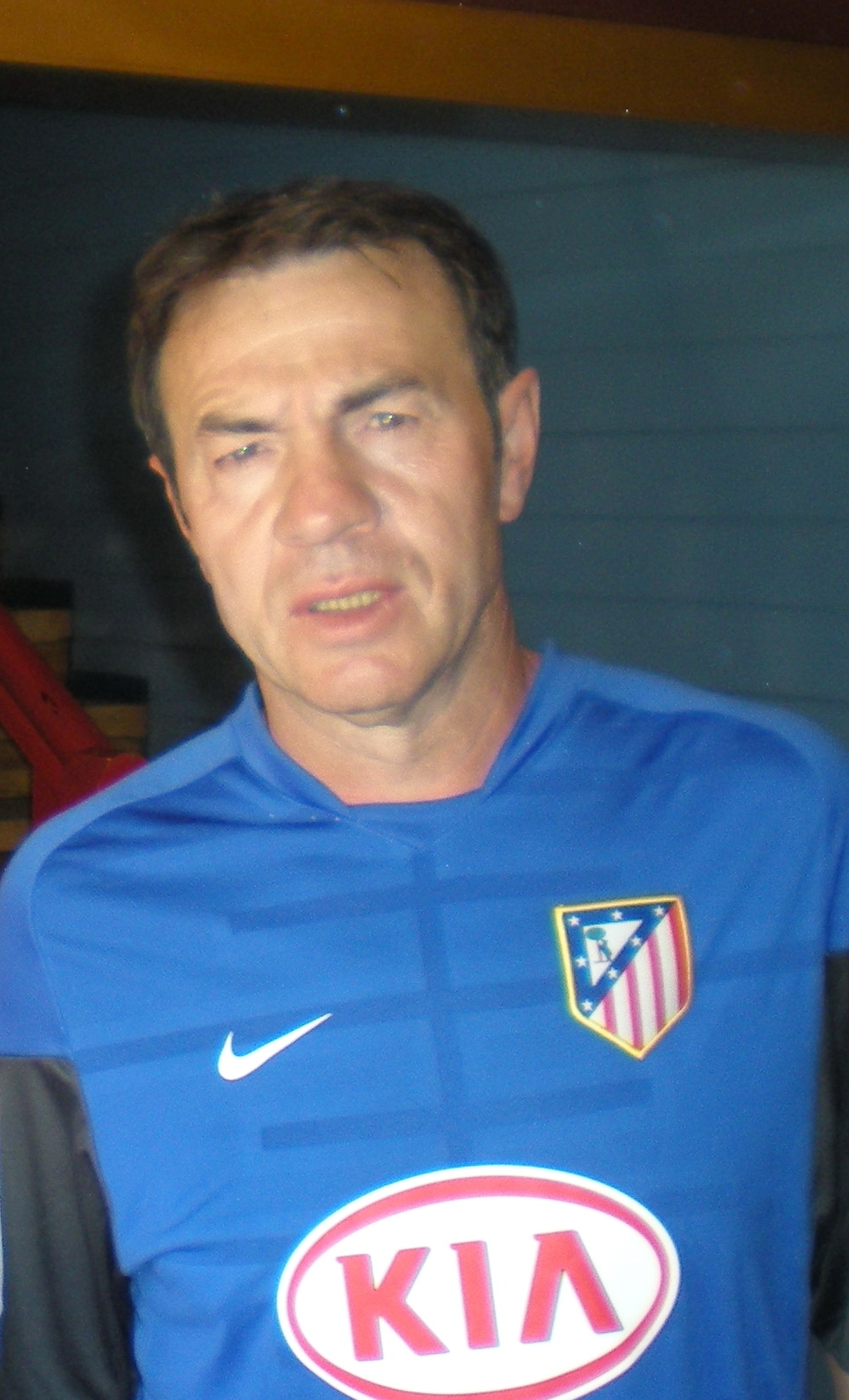
Abel Resino, jugador del Toledo en la temporada 1979-80.

Incluidos en el grupo del Norte como gran novedad, el C.D.Toledo y el Talavera iniciaron así la temporada 1979-80. Por entonces, Abel ya se había afianzado bajo los palos verdes, y era conocido como "El Volador de Velada". El grupo toledano acabó el curso en novena posición.
Asediado una vez más por las penurias económicas, la siguiente temporada, la 1980-81 volvió a ser una pesadilla para el C.D.Toledo. Y con jugadores canteranos con muy poca experiencia a sus espaldas perdió la categoría y descendió a Preferente tras ganar solo dos partidos en 38 jornadas de Liga.
La crisis no vio su fin al curso siguiente. Y la campaña 1981-82 fue más bien irregular. El equipo acabó 13.º en la tabla de clasificación con una media anotadora muy baja: 32 goles en las 34 jornadas de campeonato. La tónica fue muy similar en las sucesivas temporadas. Y en la temporada 1982-83, la 1983-84 y la 1984-85 no se logró el ascenso, acabando en la tabla en sexta, tercera y duodécima posición respectivamente.
Tampoco se logró el objetivo en el curso 1985-86. Pero fue entonces cuando entró en escena Manuel Torres Astilleros, uno de los presidentes más importantes que ha tenido la entidad verde en toda su historia. Apareció en escena el 20 de enero de 1986. Y, aunque no pudo ser un revulsivo para el ascenso a Tercera División (el equipo acabó 12.º en la tabla), su trabajo durante el verano siguiente dio sus frutos.
La temporada 1986-87 fue la que significó el adiós a Preferente. Durante 9 meses, de esta temporada, estuvo jugando en el Carlos III. El motivo de jugar, gran parte de la temporada y el inicio de la siguiente, en el campo de la Fábrica de Armas fue que se tuvo que volver a  plantar el césped natural, en el Salto del Caballo, que estuvo de tierra desde la 1982-83.El C.D.Toledo se reforzó en todas sus parcelas y logró el ascenso, tras quedar séptimo en la Liga, en la promoción tras vencer a La Roda. La alegría volvió de nuevo a una entidad que pasó demasiado tiempo en categoría Preferente.
La expectación al siguiente curso era máxima. La temporada 1987-88 era la del retorno a la categoría nacional y se mantuvo el mismo esqueleto en la plantilla que logró el codiciado ascenso. Siempre luchando en los puestos de cabeza, el C.D.Toledo acabaría tercero en la tabla, muy cerca del ascenso.
La ambición de Astilleros se tradujo al siguiente curso sobre el campo. Y la temporada 1988-89 significó un nuevo hito para la entidad. El C.D.Toledo logró el ascenso a Segunda División B, algo inédito hasta entonces, tras quedar primero en la tabla. La afición vivía maravillada el momento de mayor éxito hasta aquel momento.

### Años 1990, la Década dorada
Para entonces, en la temporada 1989-90, el objetivo marcado era claro: mantener la categoría a toda costa. Y así fue. El C.D.Toledo acabó en la novena posición de la tabla. Y alargó su estancia en un peldaño en el que se estrenaba. Pero no pudo alargar mucho más su racha el equipo verde, puesto que en la temporada 1990-91 se volvió a descender a Tercera División. El C.D.Toledo acabó 16.º en la tabla de clasificación, y la decepción significó también el adiós de Astilleros tras un ciclo brillante.
Con Antonio Mayoral en la presidencia, el C.D. Toledo inicia de nuevo la temporada con el objetivo de volver a cristalizar el ascenso. Tuvo un debut prometedor en la Liga, la temporada 1991-92 (0-3 en Motilla), que siguió los parámetros que marcaría el desenlace de la temporada. A nivel institucional, el adiós de Mayoral significó la entrada de Emiliano Carballo a mitad del curso. Eso sí, los problemas no afectaron a un grupo de jugadores que logró el título de campeón en el minuto 90 de la última jornada ante el Campillo con un gol de Cano. En la fase de ascenso se superó al Algeciras. El CD Toledo volvía a Segunda B.
La llegada al banquillo de Gonzalo Hurtado fue una de las notas destacadas del inicio del camino en Segunda División B en la temporada 1992-93. Se mantuvo el bloque que logró ascender, y se ficharon jugadores como Roberto Simón Marina. Y, aunque en la Copa se cayó en primera ronda a manos del Alcázar, en la Liga se empezó con mucha fuerza. De hecho, no fue hasta la novena jornada que el equipo conoció la primera derrota.
Fue el año en el que el Salto del Caballo dispuso de un marcador electrónico. Entonces, el equipo era en Navidad líder de la clasificación. Y aunque no pudo mantener la primera posición hasta el final, acabó tercero en la tabla y disputó el play off de ascenso a Segunda División A. En la fase de ascenso, los rivales fueron el San Andrés, el Jaén y el Alavés. Fue el 27 de junio de 1993 una fecha histórica: el Toledo logró el codiciado ascenso a Segunda División A tras derrotar al Jaén en el Salto del Caballo por 3-0. Los goles corrieron a cargo de Paniagua, Óscar Engonga y Pedro Díaz.
El ascenso del Toledo de la mano de Carballo había sido meteórico. De Tercera a Segunda A en tan sólo dos temporadas. Las celebraciones por el hito fueron memorables.
Para jugar en la categoría de plata en la temporada 1993-94 se mantuvo de nuevo el bloque del ascenso, con Gonzalo Hurtado en el banquillo. En la Copa se cayó a manos del Real Oviedo, entonces en Primera. Y pese a iniciar la Liga con una derrota por 2-0 en Badajoz, se remontó el vuelo en el siguiente partido con un contundente 5-0 en el Salto del Caballo ante el Real Murcia.
El equipo cerró la primera vuelta del campeonato imbatido en casa. Y logró mantenerse en los puestos altos de la tabla hasta el final. Fue ante el Barcelona B, en el Mini Estadi, donde Juan Carlos Pardina logró el gol que daba al Toledo la posibilidad de jugarse el ascenso a Primera División de España en la promoción. Esperaba el Real Valladolid en una eliminatoria a dos partidos. En la ida el C.D. Toledo logró un valioso 1-0 con un gol de Juan Carlos Paniagua. Una semana después cayó en el Estadio José Zorrilla por un contundente 4-0 y con mucha polémica arbitral por las decisiones del colegiado canario Brito Arceo. Unos 8.000 toledanos acompañaron al equipo en su desplazamiento. Y pese al desencanto, la ciudad recibió al equipo verde eufórica por haber llegado hasta cotas hasta ese momento nunca vistas.
Con problemas económicos, pero con la ilusión intacta, el curso 1994-95 se inició con los problemas para convertir al C.D.Toledo en sociedad anónima deportiva. En la Liga, el primer triunfo no llegó hasta la séptima jornada ante el Palamós (1-0). Y se sufrió para mantener la categoría. Al final, ante el Orense se consiguió la salvación matemática. El equipo acabaría en la 11.ª posición de la tabla. En la Copa, mientras, se cristalizó la venganza ante el Valladolid (3-0 en el Salto del Caballo y 2-0 en el José Zorrilla) y se cayó ante el Mallorca en los octavos de final de la competición del KO.
Acabada la Liga, el interés se centró en los despachos, por las dificultades que surgieron para culminar la conversión de la entidad en SAD. No fue hasta el final, y con una fuerte aportación económica de Carballo, que se lograría alcanzar los 298 millones de pesetas fijados por el CSD como capital social. El 30 de junio de 1995 se presentaron ante el Registro de Asociaciones Deportivas del CSD las escrituras de constitución de la SAD. El 6 de julio, el CSD confirmó la legalidad de la conversión del club verde.
Con muchas caras nuevas en la plantilla y el fichaje estrella de Jan Urban, el equipo verde inició la temporada 1995-96 una nueva temporada en la categoría de plata. Ganó en su estreno ante el Alavés por 2-0. El primer tanto de aquel partido, de Benito, supuso el gol 100 del equipo verde en Segunda División. Una vez más, el Valladolid se cruzó en el camino toledano. Fue de nuevo en la Copa. Y en esta ocasión el equipo del José Zorrilla se impondría en la eliminatoria.

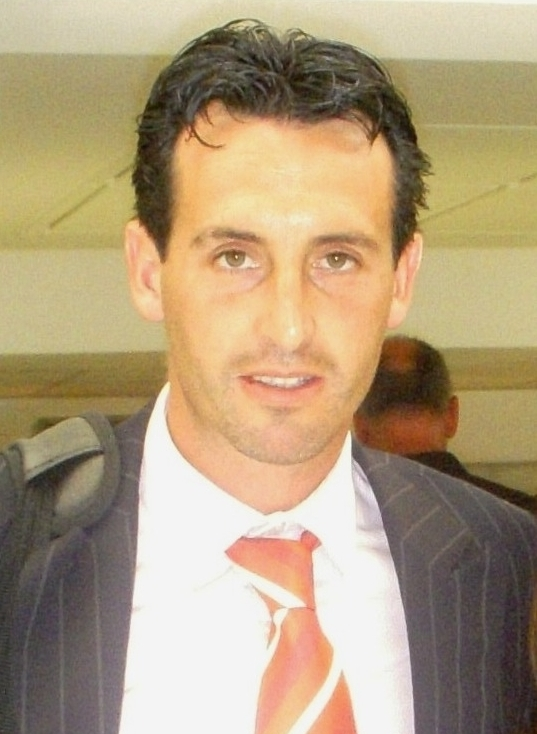
Unai Emery, jugador del club entre 1996 y 2000.

En la Liga, el C.D. Toledo mantendría el tipo hasta el final, con Manuel García Calderón en el banquillo tras ser cesado Gonzalo Hurtado. Y llegó hasta el final con opciones de meterse en la zona de promoción a Primera División, en buena medida gracias al fichaje invernal de Víctor Manuel Fernández. Al final, acabó en novena posición. Aquella temporada, además, se produjo la cesión del Salto del Caballo por parte del alcalde de Toledo, Agustín Conde, al Toledo por 40 años. Y se acabó el curso con el homenaje a Juan Carlos Pardina, que se retiró del fútbol a los 33 años.
La temporada 1996-97 con Casuco en el banquillo empezó con serios apuros económicos. Se ficharon muchos jugadores de Segunda División B y, pese a iniciar el curso con buenos resultados (estreno con victoria en casa frente al Écija con hat-trick de Petar Divic, se elimina al Getafe en la Copa y se empata ante el Barcelona B), la mala racha deportiva no tarda en cebarse con el equipo verde. De hecho, entre el 8 de septiembre y el 1 de diciembre no se logró una sola victoria. En el banquillo Emilio Cruz releva a Casuco y se fichan jugadores de nivel como Ivan Adzic y Gontzal Suances. Y no fue hasta la penúltima jornada, en Orense, que el C.D.Toledo pudo confirmar su permanencia en la categoría de plata. El 0-1 en tierras gallegas con gol de David García Cortés salvaba una temporada repleta de sufrimiento tanto en lo deportivo como en lo institucional, acabando el equipo en la 14.ª posición de la clasificación.
Mejor fue la temporada 1997-98 con Sergio Egea en el banquillo, en la que la plantilla sufrió muchos cambios y se reforzó con jugadores como Francisco Rufete (Barcelona), José Aurelio Gay (Oviedo) y Paco Jurado (Murcia). El equipo inició el curso de forma errante, y en el primer tramo de temporada cayó en la zona de descenso a Segunda B. Sin embargo, la resistencia al descenso del club verde es fuerte, y acaba salvando la temporada acabando en la 12.º de la tabla de clasificación.
Gregorio Manzano asumió las riendas del banquillo en el siguiente curso, la temporada 1998-99, y el Toledo se marcó el objetivo no sólo de no sufrir sino de aspirar a ascender. Se ficharon a jugadores como Luis Manuel Arias, Pedro Alberto Cano, Juan Luis Amigo Ferreiro Juanito, Roberto Suárez, Roberto Losada y Maikel Naujoks y pese a los problemas económicos se conformó una plantilla de garantías. Así, y pese a la baja en la presidencia de Emiliano Carballo, se cuajó una temporada muy buena.
El 25 de noviembre, mientras, se celebró el 25.º aniversario del Salto del Caballo. El equipo, asimismo, completó la mejor primera vuelta de su historia. Y llegó con opciones de ascenso hasta la recta final de la temporada. Cuando todo el mundo apuntaba al equipo verde como serio aspirante a jugar en Primera, los resultados adversos le apartaron del sueño. Y acabó el curso en la 7.ª posición de la tabla.
La temporada 1999-2000 comenzó mal desde un principio bajo la dirección técnica de Miguel Ángel Portugal resultando también poco exitosos los fichajes más ambiciosos como el del internacional colombiano Leider Preciado, Marc Bernaus o el guineano Nando Có. La temporada fue gris y tampoco los fichajes invernales como Luis García Sanz o Dmitri Popov consiguieron salvar al equipo, ya bajo la dirección de Luis Sánchez Duque. El Toledo acabó colista aunque fue uno de los mejores colistas de la historia de la Segunda División superando los 40 puntos. Se ponía así un triste final a la etapa más gloriosa del club castellano tras siete temporadas consecutivas en la Segunda División A de España.

### Años 2000. La mítica victoria en Copa ante el Real Madrid CF
El 13 de diciembre de 2000, en los 1/32 de la Copa, el CD Toledo recibió al Real Madrid galáctico en el Salto del Caballo. Y venció por un 2-1. Israel González, en el minuto 7, y José María Cidoncha, en el minuto 15, marcaron los goles locales. Savio Bortolini marcó el tanto madridista, entonces el defensor del título de la Copa de Europa, pero no sirvió para evitar la eliminación en la competición del KO, en aquellos momentos a ronda única en las primeras eliminatorias.
Aquella temporada el club disputó la fase de ascenso a Segunda División A con José Aurelio Gay en el banquillo, enfrentándose a Xerez, Gramenet y Cultural Leonesa estando muy cerca de ascender y siendo muy polémico el partido disputado en Jerez de la Frontera con invasión de campo incluida.
La temporada 2001–2002 con Santiago Martín Prado en el banquillo la temporada fue aceptable, destacando el buen papel en Copa del Rey siendo eliminados in extremis por el Athletic Club por 2-3.
En la temporada 2002–2003 el equipo mantuvo la categoría de la mano de Antonio Ruiz Vilches en una temporada gris.
En la 2003–2004 se consumó el triste descenso a Tercera División. Entre 2004 y 2009 el club deambula por la Tercera División desaprovechando varias fases de ascenso.
La temporada 2006-07 quedó tercero en el Grupo XVIII de la Tercera División, clasificándose para jugar la promoción de ascenso.En la primera eliminatoria quedó emparejado con el Coruxo FC al que se impuso por dos goles a cero en el partido de ida. El partido de vuelta, disputado en O Vao se saldó con un empate a dos goles.
La segunda y decisiva eliminatoria fue contra el Algeciras CF, que venía de eliminar al Sangonera Atlético Club de Fútbol. La derrota cosechada en el Estadio Salto del Caballo por 0-1 hizo inútil el empate a uno logrado en el Estadio Nuevo Mirador. En la temporada 2007-08 jugó la primera eliminatoria de ascenso a Segunda División B contra el Vélez Club de Fútbol al cual ganó, aunque perdió la segunda contra el Sangonera Atlético.
En la temporada 2008/2009 volvió a disputar la Copa del Rey como premio al campeonato de Tercera División logrado la pasada campaña. La primera eliminatoria la logró pasar en el Estadio Salto del Caballo al conseguir vencer al Granada C.F. de 2.ªB por 3-1, remontando el 0-1 visitante. La segunda eliminatoria también se disputó en el feudo verdiblanco ante el Zamora (también de 2.ªB), logrando igualmente vencer por 1-0. La tercera y última eliminatoria sin equipos de Primera División fue nefasta para el conjunto verdiblanco. Tocó contra el Orihuela de 2.ªB en el estadio alicantino de los Arcos, donde el Toledo perdió por 3-1 y desaprovechó una oportunidad única de jugar contra equipos de Primera División y con plaza en Europa, ya que luego al Orihuela le tocó el Atlético de Madrid.
Esa misma temporada se logra de nuevo el campeonato de liga con Luis Díaz de entrenador. El C.D Toledo es emparejado contra el San Roque de Lepe, en una eliminatoria donde el vencedor sería el nuevo equipo de la Segunda División B de España y el vencido tendría derecho a una repesca por ser campeones de grupo. Tras un empate sin goles en la localidad onubense de Lepe, se logra el primer ascenso en 16 años después de un 3-0 en un Salto del Caballo abarrotado con más de 6000 personas viendo el ascenso conseguido por su equipo que había luchado 5 años por el ansiado ascenso. Fue el final de unos duros años en los que ni los problemas económicos ni las turbulencias sobre el césped lastraron un sentimiento eterno.

### Años 2010

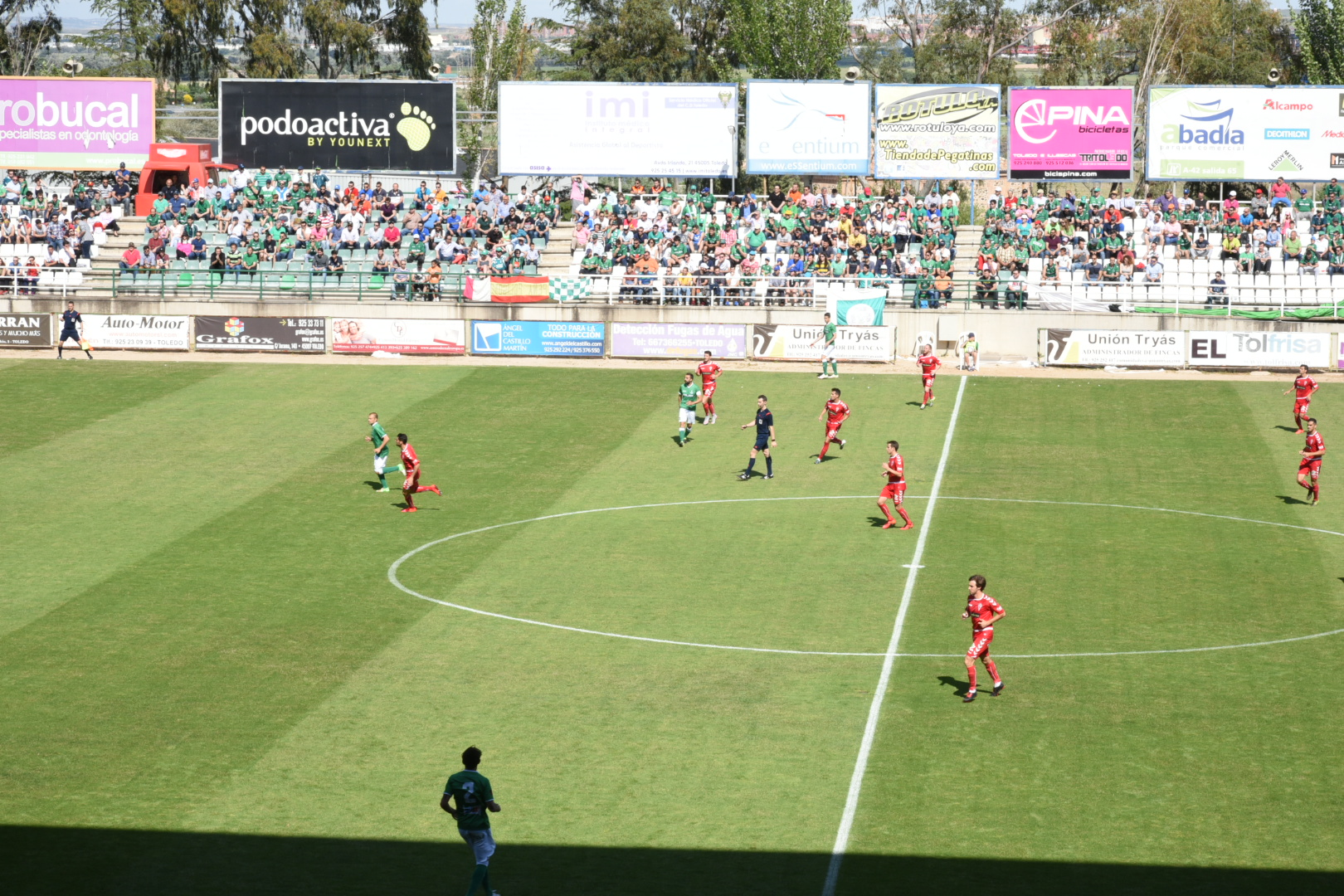
Encuentro disputado entre el CD Toledo y el Real Murcia.

El C.D. Toledo en la temporada 2009/2010 estaba enmarcado en el grupo II de la 2.ª División B, ocupando la 16.ª plaza, lo que le lleva a promocionar sin fortuna (dos entrenadores: Luis Díaz e Iriondo) por la permanencia, a doble partido, con el CD Roquetas. El Toledo perdió 1-0 en su desplazamiento y empató en el Salto del Caballo 1-1, en la vuelta. Tras una temporada en 2.ªB vuelve a la 3.ª División en la 2010-2011.
El 21 de mayo de 2011, tras proclamarse Campeón de Liga, se enfrentó a la S.D. Náxara venciendo en el Salto del Caballo por 4-0 y empatando 1-1 en el partido de vuelta disputado en Nájera una semana después, certificando de este modo su vuelta a la Segunda División B, pasando solo un año en 3.ª
El 13 de mayo de 2012, a pesar de vencer por 4-0 al CD Lugo (que ascendería semanas después a 2.ª División), el CD Toledo suscribió su descenso de nuevo a 3.ª División tras un final de temporada calamitosa, dos entrenadores, Manolo Alfaro y Antonio Acosta, y un equipo muy descompensado fueron los detonantes.
El 2 de junio de 2013, el club volvía a recuperar la categoría de bronce tras derrotar en una eliminatoria de campeones de grupo de Tercera al Extremadura UD. La ida finalizó 3-3 y la vuelta disputada en tierras castellanas finalizó 0-0 por lo que el Toledo ascendió gracias al valor doble de los goles marcados en Almendralejo. Se trataba de su tercer ascenso en cinco años, con dos descensos intercalados.
En la temporada 2013-2014, el retorno a la Segunda B no pudo ser mejor, con el técnico Imanol Idiakez en el banquillo y jugadores como Julen Colinas, Rufino Segovia, Urko Arroyo o Alexander Albístegui se logra un meritorio tercer puesto que da paso a unos play off en los que queda emparejado con el Lleida Esportiu. La eliminatoria se salda con 1-1 en el Salto del Caballo, gol de Albístegui y un 2-1 en el Camps de Esports gol de Rufino. El destino del técnico Imanol Idiakez al finalizar la temporada fue curiosamente el equipo de la ciudad de Lérida.
En la temporada 2014-2015, el club es entrenado por el serbio Josip Višnjić, que fue presentado por el club el 25 de junio de 2014. El club tuvo opciones hasta la última jornada de disputar la fase de ascenso, pero un mal final de liga hizo que finalmente acabase en noveno lugar.
En el verano de 2015, el club solventa graves problemas económicos derivados en gran parte de la temporada 2007/2008 cuando algunos directivos del club como Enrique de la Rosa y su hermano Miguel Ángel de la Rosa adjudicaron a sus empresas conceptos como las escuelas deportivas o los equipos filiales por importes muy elevados, que el club no fue capaz de pagar y que la justicia obligó a abonar pues los contratos tenían la firma del entonces presidente Sr. Ovejero. Una vez solucionados estos asuntos económicos, para la temporada 2015/16 es fichado como entrenador Onésimo Sánchez, con un contrato de dos temporadas, según comunica el club el 6 de julio de 2015.
La temporada 2015/2016 transcurre satisfactoriamente tanto en lo deportivo como en lo institucional. A comienzos de 2016 un grupo de inversores sustituye a Essentium como principal accionista del club, generando la necesaria estabilidad económica e ilusionando a la afición con un proyecto de futuro que además no rompe con el pasado, pues Fernando Collado se mantiene en la presidencia. En lo deportivo, la temporada es muy satisfactoria, manteniéndose toda la liga en los puestos altos de la clasificación, finalizando en una meritoria cuarta posición que permite al club disputar sus segundos play-off de ascenso en tres años. En la primera eliminatoria el C.D. Toledo queda emparejado con el Real Murcia a quien consigue eliminar tras un 0-0 en tierras castellanas y un 1-2 en la Nueva Condomina con 700 aficionados toledanos en las gradas. La siguiente eliminatoria empareja al C.D. Toledo con el Hércules de Alicante, disputándose la ida en un abarrotado Salto del Caballo ante casi 6.000 personas, finalizando el encuentro con 0-1. La vuelta en el Estadio José Rico Pérez de Alicante con casi 800 aficionados verdes en las gradas finalizó con un 2-2 que dejaba fuera al Toledo de la lucha por el ascenso. No obstante, la neta superioridad en juego de los verdes y su entrega (remontaron un 2-0 y asediaron todo el partido la meta alicantina) hizo que la afición homenajeara como héroes a sus jugadores que, emocionados, agradecieron el apoyo desde el césped.
Durante la temporada 2016/17, el equipo volvería a clasificarse como segundo a unos 'playoffs' de ascenso a Segunda, jugando en primera ronda contra el CD Atlético Baleares, visitando la isla en la ida. Los toledanos pierden la eliminatoria por un global de 1-3 (1-0 en la ida y 1-2 en la vuelta).
La temporada 2017/18, la del 90.º aniversario de la entidad, no comenzó con buen pie y finalizó con un descenso directo el último día de Liga, a pesar de haber ganado en la antepenúltima y penúltima jornadas y empatar en la última -el 13 de mayo de 2018- a cero goles en un repleto Salto del Caballo frente al Real Club Deportivo Fabril coruñés, 2.º clasificado. Anteriormente, el club rescindió el contrato en enero a Onésimo Sánchez, el entrenador por tercera temporada consecutiva, y haberlo sustituido por su segundo, el toledano Miguel Falcón. Después de 5 cursos seguidos en Segunda División B, el C.D. Toledo afrontará su 40.ª temporada en Tercera División.
Tras finalizar la temporada 2018/2019 en cuarta posición a las órdenes de Manu Calleja que sustituyó a Fran Cano, el C.D. Toledo cayó derrotado en la primera fase del playoff de ascenso a 2.ºB contra el Sestao River, por un global de 3-2.

### Años 2020
En la temporada 2019-2020, marcada por la interrupción del coronavirus que detuvo la competición en el mes de marzo, el equipo marchaba en cuarta posición en el momento de la suspensión de la liga. Ello le permitió disputar en el mes de julio, una vez comenzada la desescalada, un play-off en campo neutral sin público en Alcázar de San Juan, cayendo derrotado en semifinales ante el Yugo U.D. Socuéllamos. El entrenador durante toda la temporada volvió a ser Manu Calleja.
La temporada 2020-2021 siguió marcada por el coronavirus, que impidió que el público asistiera al estadio en buena parte de los partidos, con sucesivas fases de aforos más o menos amplios en función de las sucesivas olas de la pandemia. El equipo, inicialmente entrenado por Roberto Aguirre, tuvo a partir de la llegada de su sustituto Diego Merino una progresión espectacular. Ello coincidió con un cambio en la propiedad y presidencia del club, que pasó de manos del mexicano Jorge Berlanga a la empresa Doménica Sports con Joaquín Sánchez-Garrido Juárez como nuevo presidente. La nueva estabilidad económica permitió al vestuario centrarse en lo deportivo y el equipo, reforzado con algunos jugadores traídos en el mercado de invierno por el nuevo director deportivo Luis Jaime Puebla, fue de menos a más terminando la temporada con el ansiado ascenso a Segunda RFEF, poniendo fin a tres temporadas muy duras en Tercera División y volviendo a ilusionar a la afición, que celebró por todo lo alto el salto de categoría en el Salto del Caballo tras derrotar al Quintanar del Rey en mayo de 2021.
En la temporada siguiente en Segunda RFEF no pudieron mantener la categoría y el equipo descendió a Tercera RFEF con únicamente 28 puntos en la temporada 2021-22.
La andadura de Tercera RFEF del C.D Toledo en la temporada 2022-23 no comenzó nada bien ya que cayó en su debut 2-0 ante el C.D Tarancón y a la jornada siguiente cayó 0-3 ante el Quintanar de la Órden como local. No obstante, pese a caer derrotado en sus tres primeros partidos, estando incluso en puestos de descenso al sexto escalón, el proyecto de Manolo Alfaro fue cogiendo forma y dejó al equipo en séptima posición del Grupo XVIII de Tercera RFEF.
Tras no haber conseguido entrar al playoff de ascenso la afición toledana exigía un mejor proyecto, por ello vino Rubén Gala a formar un equipo constante y potente desde las primeras jornadas de la 2023-24. Sin embargo, nunca pudo ponerse por encima de la U.B Conquense, que lideró el grupo gran parte del campeonato liguero y tuvo que disputar los playoffs de ascenso como tercero de grupo.
Los verdes consiguieron derrotar a la U.D Yugo Socuéllamos en la ida y en la vuelta de los cuartos de final del playoff de ascenso, consiguiendo un 4-1 en el global. En semifinales consiguió remontar la eliminatoria ante el Club Deportivo Quintanar de la Órden pese a caer 1-0 en la ida disputada en el campo de San Marcos. No obstante, cayó en la final por el ascenso a Segunda RFEF ante el Almería B tras empatar 1-1 en el U.D Almería Stadium pero caer 1-4 como local en el Estadio Salto de Caballo.
Otra temporada más el Club Deportivo Toledo se quedaba en el quinto escalón del fútbol nacional. No obstante, iniciaba una temporada 2024-25 con Borja Bardera al mando. Durante toda la temporada los verdes estuvieron enganchados en la pelea por el liderato pero no pudieron alzarse con el campeonato de grupo tras quedar con 62 puntos y el campeón con 64. Por ello, tuvo que enfrentarse en la primera ronda del playoff ante el Club Deporitvo Villacañas donde cayó 1-0 como visitante en la ida y 1-2 en la vuelta como local.
Su mayor rivalidad la mantiene, principalmente, con el desaparecido Talavera Club de Fútbol, hoy 'refundado' como Club de Fútbol Talavera de la Reina; el Real Valladolid, desde 1994, ya que este eliminó al C.D Toledo de la promoción para subir a Primera División en ese año; el Club Deportivo Leganés y el Albacete Balompié.[cita requerida]
El 1 de abril de 2000, en el estadio Martínez Valero fue el primer equipo contra el que Nino, máximo goleador de la historia y jugador con más partidos disputados de la historia de la Segunda División Española inauguró su cuenta goleadora.

## Datos del club
- Temporadas en Primera División: 0
- Temporadas en Segunda División: 7 (consecutivas, con mejor puesto en la temporada 1993/1994 en 4.ª posición)
- Temporadas en Segunda División B: 14
- Temporadas en Segunda RFEF: 1
- Temporadas en Tercera División: 42
- Temporadas en Primera Preferente: 9
- Temporadas en Primera Regional: 7
- Temporadas en Segunda Regional: 1
- Temporadas en Copa del Rey: 26

- Puesto actual en la Clasificación histórica de 2ª División de España: 68
- Puesto actual en la Clasificación histórica de 2ªB División de España: 71
- Puesto actual en la Clasificación histórica de 2º RFEF: 82
- Puesto actual en la Clasificación histórica de 3ª División de España: 85

### Resumen estadístico
Nota: En negrita competiciones activas.
| Competición                  | P.J. | P.G. | P.E. | P.P. | G.F. | G.C. | Mejor resultado |
| ---------------------------- | ---- | ---- | ---- | ---- | ---- | ---- | --------------- |
|                              |      |      |      |      |      |      |                 |
| Segunda división             | 278  | 101  | 78   | 99   | 305  | 321  | 4º              |
| Segunda división B           | 532  | 201  | 141  | 190  | 625  | 588  | 2º              |
| Segunda RFEF                 | 34   | 6    | 10   | 18   | 27   | 44   | 18º             |
| Tercera división             | 1358 | 624  | 283  | 451  | 2439 | 1913 | Campeón         |
| Campeonato de España de Copa | 74   | 23   | 16   | 35   | 95   | 126  | Octavos         |
| Total                        | 2276 | 955  | 528  | 793  | 3491 | 2992 | 7 Títulos       |

```
Actualizado hasta temporada 2022/23 (8-5-2023)
```

Datos históricos
-Jugadores con más partidos disputados
León Bargueño Magán (346)
Florencio García Ochoa Barbero (335)
Manuel Fernández Borja (305)
José Luis Esteban del Cerro (280)
Severino Martín Martín Seve (278)
Daniel Javier Pena Rodríguez Dani (270)
Jacinto Villalvilla Bustos (265)
Teodoro de la Rubia Segovia (257)
Roberto García Trigo Butra (236)
José Erades (206)
Gregorio CORTÉS Rubio (206)
Javier Sánchez Gallego JAVI SÁNCHEZ (200)
-Jugadores con más goles en todas la competiciones
FLORENCIO García Ochoa Barbero (140)
Esteban MARTÍNEZ Calero (130)
Félix LÓPEZ RICO (90)
Rafael Yunta Navarro RAFA YUNTA (75) a falta algunos  datos de 1941 y 1942
Félix ARANDA Crespo (74)
Gregorio CORTÉS Rubio (66)
RUFINO Segovia del Burgo (62)
Jesús SANZ (61)
Juan MORENO (60)
Rafael Aguado Aguado RAFA AGUADO (54)
Juan José BERMÚDEZ Rodríguez (53)
Manuel Sánchez LUENGO (49)
Daniel Javier Pena Rodríguez DANI (49)
RUBÉN MORENO de la Fuente (49)
-Porteros con más partidos
LEÓN Bargueño Magán (346)
Jacinto VILLALVILLA Bustos (265)
José Ramón DE LA FUENTE Morató (163)
Juan Manuel Yuste Sánchez JUANMA YUSTE (156)
Manuel Rodríguez Descalzo MANOLO (120)
Luis Ruiz-Peinado Romero PETEIRA (119)
FERNANDO Gómez García (109)
José Luis Yuste Sánchez PEPE YUSTE (104)
MARIANO MARTÍENEZ Herranz (101)
Carlos SAAVEDRA Pliego (83)
Pedro TANTE Hernández (79)
Juan José Rodríguez Tapia PEPÍN (76)

## Uniforme
- Uniforme titular: Camiseta verde, pantalón blanco y medias verdes.

- Uniforme visitante: Camiseta carmesí, pantalón azul marino y medias carmesíes.

### Evolución del uniforme titular
| Clásico |

| 1940-1941 | 1948 | 1989-1995 | 1995-1997 | 1997-1999 |

| 1999-2002 | 2002-2003 | 2003-2009 | 2009-2010 | 2010-2019 |

### Firma deportiva y patrocinador
| Periodo   | Firma deportiva                                | Esponsor principal                |
| --------- | ---------------------------------------------- | --------------------------------- |
| 1928–1982 | Ninguno                                        | Ninguno                           |
| 1982–1984 | Sandri                                         | Aceites Dintel                    |
| 1984–1986 | Ninguno                                        | Construcciones Sánchez-Infantes   |
| 1987–1989 | Silos/McYadra                                  | Caja Toledo                       |
| 1989–1990 | Bemiser/Rasán                                  | Caja Toledo                       |
| 1990–1991 |                                                | Caja Toledo                       |
| 1991–1992 | /Rasán                                         | CCM-Caja Toledo                   |
| 1992–1993 |                                                | CCM                               |
| 1993-1994 | CCM/Hotel Beatriz/Aceites Dintel               |                                   |
| 1994-1995 |                                                | CCM/Embutidos Tello/Hotel Beatriz |
| 1995-1996 |                                                | Ceratres/CCM/Hotel Beatriz        |
| 1996-1997 | Puertas Visel/CCM/Hotel Beatriz                |                                   |
| 1997-1998 |                                                | CCM/Hotel Beatriz/Marbella        |
| 1998-1999 | Grupo Avilés/Ceratres/CCM/Hotel Beatriz/Toledo |                                   |
| 1999-2000 | CCM/Ceratres                                   |                                   |
| 2000-2001 | C.P.V.                                         |                                   |
| 2001-2002 | Ceratres                                       |                                   |
| 2002-2003 |                                                | Tedur                             |
| 2003-2004 | Brokal                                         | Ninguno                           |
| 2004-2005 | Brokal                                         | Dominó                            |
| 2005-2006 | Brokal                                         | Ninguno                           |
| 2006-2008 | Mobel                                          | Promocyc                          |
| 2008-2009 | Mobel                                          | Essentium                         |
| 2009-2010 |                                                | Cometec                           |
| 2010-2011 |                                                | Ninguno                           |
| 2011-2012 | Ninguno                                        |                                   |
| 2012-2013 |                                                | Globalcaja/Soliss Seguros         |
| 2013-2014 |                                                |                                   |
| 2014-2015 |                                                |                                   |
| 2015-2016 |                                                |                                   |
| 2016-2017 |                                                |                                   |
| 2017-2018 |                                                |                                   |
| 2018-2019 | Liberbank                                      |                                   |
| 2019-2020 | Liberbank                                      |                                   |
| 2020-2021 | Liberbank                                      |                                   |
| 2021-2022 | Tello                                          |                                   |

## Estadio
El campo municipal del CD Toledo es el Salto del Caballo. Fue inaugurado el 23 de noviembre de 1973 y tiene capacidad para 5.500 espectadores tras la ampliación efectuada la temporada 1993-94.
El primer gol anotado en el campo fue obra de Luis Aragonés con el Atlético de Madrid.
En algunos partidos, como la eliminatoria de Copa del Rey frente al Real Madrid o partidos de la selección de fútbol sub-21 de España se instaló una grada supletoria aumentando el aforo. En los play offs de ascenso a 2.ª "B" de la temporada 2007/2008, y más concretamente en la final ante el Sangonera Atlético, se logró un récord histórico de asistencia: más de 7500 espectadores, lleno absoluto incluidas las gradas supletorias que aumentaron en unas 2.000 localidades el aforo, incluso gente se quedó sin poder entrar al campo por estar absolutamente lleno. Todo fue en vano puesto que no se logró ascender. En la temporada 2008/2009 se consiguió el ascenso con más 6.000 espectadores ya que se pusieron gradas supletorias en el fondo que ampliaban el aforo en unos 500 espectadores.

### Estadios históricos
- Campo de Palomarejos: (1939-1972)
- Campo municipal Carlos III: (1972-1973) (febrero a noviembre de 1987)

## Presidentes
- José Ruiz Martín (1940-42)

- Federico Inglés (1942-43)

- Andrés Marín Marín (1943-44)

- Andrés Marín Martín (1944-45)

- Aurelio López Camarasa (1945-46)

- Vicente Labandera Genover (1946-48)

- Pedro Rueda (1948-50)

- Antonio Losada (1950-51)

- Manuel Martínez (1951-52)

- Alejandro Viñuales (1952-53)

- Mariano Díaz Díaz(1953-55)

- Luis López Ortega (1956-59)

- Teodoro García Martín Teodoro"Torrijos" (1959-61)

- Miguel Martínez (1961-62)

- Martín Juanes-Cuartero Portales (1962-64 y 1972-76)

- Emilio Gálvez Martín-Cleto (1964-66 y 70-72)

- Mariano Rey (1966-67)

- Miguel Bajo Hidalgo (1967)

- Fernando Carrasco Layos (1967-68)

- Emilio Galdeano Granda (1968-70)

- José Félix Ballesteros (1976-79)

- Francisco Barrientos Roco (1979-82)

- Félix Rodríguez del Castillo (1982-83)

- Rafael Rodríguez (1983-84)

- Antonio Díaz García (1984-85)

- Manuel Torres Astilleros (1985-91)

- Antonio Mayoral (1991-92)

- Emiliano Carballo Arroyo (1991-99)

- Eduardo Herrera Jerez (1999-2000 y 2002-2003)

- Antonio Muñoz Perea (2000)

- Fernando Jerez Alonso(2000-2002)

- Ramón García Samaranch (2003-07)

- Pedro Pablo Gómez Ovejero (2007-09)

- Juan José del Valle (2009-12)

- Fernando Collado Sedeño (2012-2018)

- Juan Samuel  Juárez Castaño(2018 - 2020)

- Jorge Berlanga Amaya (2020)

- Joaquín Sánchez-Garrido Juárez (2021 y en la actualidad)

## Jugadores y Entrenadores

### Plantilla y cuerpo técnico 2025/26
- Como exigen las normas de la RFEF desde la temporada 2019-20 en 2.ªB y desde la 2020-21 para 3.ª, los jugadores de la primera plantilla deberán llevar los dorsales del 1 al 22, reservándose los números 1 y 13 para los porteros y el 25 para un eventual tercer portero. Los dorsales 23, 24 y del 26 en adelante serán para los futbolistas del filial, y también serán fijos y nominales.
- En 1.ª y 2.ª desde la temporada 1995-96 los jugadores con dorsales superiores al 25 son, a todos los efectos, jugadores del filial y como tales, podrán compaginar partidos con el primer y segundo equipo. Como exigen las normas de la LFP, los jugadores de la primera plantilla deberán llevar los dorsales del 1 al 25. Del 26 en adelante serán jugadores del equipo filial.

- Los equipos españoles están limitados a tener en la plantilla un máximo de tres jugadores sin pasaporte de la Unión Europea. La lista incluye sólo la principal nacionalidad de cada jugador, algunos de los jugadores no europeos tienen doble nacionalidad de algún país de la UE:

```
 
LEYENDA
 
* 
Canterano
: 
 
* 
Pasaporte europeo
: 
 
* 
Extracomunitario sin restricción
: 

* Extracomunitario: 
 
* 
Formación
: 

* Cedido al club: 

* Cedido a otro club: 
```

Altas y bajas 2025/26
| Altas              |                |                               |       |  |
| Jugador            | Posición       | Procedencia                   | Tipo  |  |
| Luis Molina        | Delantero      | C.D. Marchamalo               | Libre |  |
| Meneses            | Centrocampista | C.D. Cazalegas                | Libre |  |
| Christian Gómez    | Portero        | C.D. Illescas                 | Libre |  |
| Nanclares          | Centrocampista | A.D. Unión Adarve             | Libre |  |
| Narbona            | Pivote         | C.D. Móstoles U.R.J.C.        | Libre |  |
| Adrián             | Lateral        | C.D. Quintanar del Rey        | Libre |  |
| Rafa Poveda        | Central        | C.D. Illescas                 | Libre |  |
| Adrián Casillas    | Portero        | U.D. Somozas                  | Libre |  |
| Gonzalo Sáiz       | Extremo        | C.D. Villacañas               | Libre |  |
| Joselu Friaza      | Delantero      | C.D. Leganés "B"              | Libre |  |
| Adrián López       | Central        | C.D. Marchamalo               | Libre |  |
| Adrián Hornero     | Lateral        | Arandina C.F.                 | Libre |  |
| Neco Rubayo        | Extremo        | Atlético Albacete             | Libre |  |
| Nader              | Mediocentro    | C.D. Colonia Moscardó         | Libre |  |
| Enrique Peña       | Extremo        | Real Valladolid C.F. Promesas | Libre |  |
| Fran Gómez         | Mediocentro    | C.U. Collado Villalba         | Libre |  |
| Gonzalo de la Rosa | Lateral        | C.D. Móstoles U.R.J.C.        | Libre |  |
| Sergi Brunet       | Central        | C.F. Villanovense             | Libre |  |
| Willy              | Extremo        | Atlético Albacete             | Libre |  |
| Adrián Quintela    | Portero        | Getafe C.F. "B"               | Libre |  |
| Víctor Barroso     | Centrocampista | S.C.R. Penya Deportiva        | Libre |  |

| Bajas           |                |                           |                            |  |
| Jugador         | Posición       | Destino                   | Tipo                       |  |
| Dani Simón      | Portero        | C.D.A. Navalcarnero       | Fin de contrato            |  |
| Chinchu         | Central        |                           | Fin de contrato            |  |
| Caturla         | Pivote         | F.C. Marbellí             | Fin de contrato            |  |
| Zourdine        | Extremo        | C.F. Vilanova i la Geltrú | Fin de contrato            |  |
| Álvaro          | Centrocampista | C.F. Motril               | Fin de contrato            |  |
| Kofi            | Extremo        | C.A. Pulpileño            | Fin de contrato            |  |
| Mauri           | Centrocampista |                           | Fin de contrato            |  |
| Mazzochi        | Delantero      | C.F. La Nucía             | Fin de contrato            |  |
| Rodri           | Pivote         | C.D. Palencia C.F.        | Fin de contrato            |  |
| Yelco Ramos     | Portero        | C.P. Parla Escuela        | Fin de contrato            |  |
| Kupen           | Central        | C.D. Marchamalo           | Fin de contrato            |  |
| Angelito        | Extremo        | C.D.A. Navalcarnero       | Fin de contrato            |  |
| Mancebo         | Centrocampista | Salamanca C.F. UDS        | Fin de contrato            |  |
| Reguera         | Pivote         | C.D. Colonia Moscardó     | Fin de contrato            |  |
| Iván González   | Central        | C.D. Móstoles U.R.J.C.    | Fin de contrato            |  |
| Manu Gavilán    | Delantero      | Ungmennafélag Njarðvíkur  | Fin de contrato            |  |
| Óscar Gómez     | Delantero      | C.F. Badalona             | Rescisión de contrato      |  |
| Loren           | Lateral        | A.D. Torrejón C.F.        | Fin de contrato            |  |
| Adrián Casillas | Portero        |                           | Rescisión de mutuo acuerdo |  |

### Jugadores notables
| - Miguel Ángel Ruiz - Abel Resino - Marc Bernaus - Juan Carlos Pardina - Óscar Mena - Keith Thompson - Andrei Moj - Dmitri Popov - Jan Urban - Alejandro Varela - Maikel Hermann - Esteban Torre - Jacinto Villalvilla - Víctor Fernández - Luis Manuel - Pedro Alberto - Javier Casquero - Quini | - Roberto Losada - Unai Emery - Daniel Peña Rodríguez - Moreiras - José Antonio Culebras - Pablo Pinillos - Luis García - Raúl Valbuena - Iñaki Muñoz - Roberto Simón Marina - Francisco Sandaza - Santiago Carpintero - Léider Preciado - José Aurelio Gay - Diego Aguirre - Rufino - Toni Doblas - Israel Castro | - Juan Carlos Paniagua - Aarón Galindo - Carlos Alberto Rodríguez - Lassad Nouioui |

## Categorías inferiores
El Club Deportivo Toledo "B", filial verde, milita en la Grupo II de la Primera División Preferente de Castilla-La Mancha.
El Juvenil lo hace en categoría juvenil Nacional

## Palmarés

### Campeonatos nacionales
- Tercera División de España (7): 1949-50 (Gr. IV), 1988-89 (Gr. XVII), 1991-92 (Gr. XVII), 2007-08 (Gr. XVIII), 2008-09 (Gr. XVIII), 2010-11 (Gr. XVIII) y 2012-13 (Gr. XVIII).
- Subcampeón de Segunda División B de España (1): 2016-17 (Gr. II).
- Subcampeón de Tercera División de España (1): 1963-64 (Gr. XIV).

| Títulos oficiales | Nacionales   | Nacionales | Nacionales | Nacionales | Nacionales | Nacionales | Nacionales | Europeos | Europeos | Europeos | Europeos | Mundiales | Mundiales | Total |   |   |
| ----------------- | ------------ | ---------- | ---------- | ---------- | ---------- | ---------- | ---------- | -------- | -------- | -------- | -------- | --------- | --------- | ----- | - | - |
| Títulos oficiales | C. D. Toledo | -          | -          | -          | 7          | -          | -          | -        | -        | -        | -        | -         | -         | Total | - | 7 |

### Campeonatos regionales
- 1.ª Regional Ordinaria Castellana (4): 1942-43 (Gr. 1),[3] 1962-63 (Gr. 1),[4] 1968-69[5] y 1973-74.[6]
- Copa de Castilla (4): 1940-41,[7] 1941-42,[8] 1942-43[9] y 1943-44.[10]
- Copa Ramón Triana (1): 1945-46.
- Torneo Bodas de Oro del Real Madrid (1): 1951-52.[11]
- Copa RFEF (Fase Regional de Castilla-La Mancha) (1): 2021-22.[12]
- Campeonato de Castilla de Aficionados (1): 1983-84.
- Subcampeón de la 1.ª Regional Ordinaria Castellana (1): 1972-73.
- Subcampeón de la Copa Ramón Triana (1): 1962-63.
- Subcampeón del Trofeo Junta de Comunidades de Castilla-La Mancha (4): 1997-98, 1998-99, 2000-01 y 2001-02.
- Subcampeón de la Copa RFEF (Fase Regional de Castilla-La Mancha) (1): 2019-20.[13]
- Subcampeón del Campeonato de Castilla de Aficionados (2): 1962-63 y 1976-77.

### Trofeos amistosos
- Trofeo Feria de Toledo (26): 1972, 1973, 1974, 1976, 1980, 1983, 1985, 1987, 1988, 1989, 1990, 1992, 1995, 1997, 1998, 2001, 2005, 2008, 2013, 2015, 2016, 2017, 2022, 2023, 2024 y 2025.
- Trofeo Seguros Solís (1): 1994.[14]
- Trofeo San Julián (1): 1994.
- Trofeo de la Uva y el Vino (1): 1996.
- Trofeo Rosa del Azafrán (1): 1997.[15]
- Trofeo Ciudad de Linares (1): 2001.[16]
- Trofeo Ciudad de Ávila (1): 2012.[17]
- Trofeo Memorial Luis Martínez (1): 2019.[18]
- Trofeo Memorial Rafael Medina (2): 2021[19] y 2023.[20]
- Trofeo de Ferias de Illescas (1): 2023.[21]

### Palmarés del C. D. Toledo "B"
Campeonatos regionales
- Primera Regional de Castilla-La Mancha (2): 1997-98 (Gr. 2)[22] y 2000-01 (Gr. 2).[23]
- Segunda Regional de Castilla-La Mancha (2): 1996-97 (Gr. 2)[24] y 2007-08 (Gr. 4).[25]
- Subcampeón de la Regional Preferente de Castilla-La Mancha (1): 2013-14 (Gr. 2).[26]